# Oskar Kokoschka
Oskar Kokoschka (Pöchlarn, Dolnja Austrija, 1. ožujka 1886. – Montreux, 22. veljače 1980.) je bio austrijski slikar, grafičar i pisac, češkog podrijetla. Najpoznatiji je po svojim intenzivnim ekspresionističkim portretima i krajobrazima.

## Život i djelo
Rodio se u Pöchlarnu, a obitelj po očevoj strani su bili praški zlatari. Od 1905. do 1909. godine pohađao je Školu umjetničkih zanata (Kunstgewerbeschule) u Beču. Njegovu mladu karijeru obilježili su portreti slavnih bečkih osoba u nemirnom animiranom stilu, pod utjecajem bečke secesije, osobito Gustava Klimta (npr. portret Adolfa Loosa, 1907.). Stvarao je uglavnom litografije u boji, a također i ilustracije za svoje tekstove. Svoju prvu knjigu pjesama objavio je 1908. god., iste godine kada je zbog oštre kritike svojih slika bio izbačen iz Škole umjetničkih zanata. No, privukao je pozornost arhitekta Adolfa Loosa, koji mu postaje glavnim pokroviteljom.
God. 1910. Kokoschka se privremeno nastanio u Berlinu i uspostavio kontakt s ekspresionističkim umjetnicima kao što su Emil Nolde i Ernst Ludwig Kirchner koji su imali ključni utjecaj na njegov način slikanja, prije svega na odnos prema obliku i boji. Tijekom Prvog svjetskog rata doživio je tešku povredu glave. Sljedećih godina nastali su ekspresionistički radovi koji su podsjećali na radove Edvarda Muncha i Emila Noldea, pretežno litografije (Zaljubljeni par s mačkom, 1917.), kao i njegovi prvi prikazi gradova (Dresden, 1919.). Kokoschka ima mnogo toga zajedničkog sa svojim suvremenikom Maxom Beckmannom; obojica su zadržala svoju neovisnost od njemačkog ekspresionizma, a ipak ih se danas smatra njegovim vrhuncem. Njihov individualizam ih je izdvojio od glavnih pokretâ umjetnosti 20. stoljeća.
Godine 1920. preuzeo je katedru na Akademiji u Dresdenu, a od 1923. godine putovao je po Europi, sjevernoj Africi i Bliskom istoku gdje je pretežno slikao pejzaže i vedute gradova. Godine 1933. nacisti su ga svrstali u „izopačenu umjetnost”, pa je 1934. god. pobjegao iz Austrije za Prag. U znak protesta 1937. godine naslikao je Autoportret izopačenog umjetnika, a 1938. emigrirao je u Englesku. 
Od 1953. godine živio je na Ženevskom jezeru (Villeneuve kod Ženeve) gdje je razvio svoj osobiti ekspresionistički stil s dramatično nervoznim načinom slikanja i skoro baroknom dinamikom oblika i boja. Značajan sastavni dio njegovog stvaralaštva su portreti, čija psihološka izražajnost svjedoči o sposobnosti dubokog uživljavanja u karakter portretirane osobe. Pored toga, Kokoschka je slikao i slike mitološkog i alegorijskog sadržaja (triptih Saga o Prometeju, 1950.), te scenografije (npr. za Čarobnu frulu, 1955.), a napisao je i više ekspresionističkih drama koje su objavljene 1956. god.
God. 1962. u muzeju Tate Gallery u Londonu organizirana je retrospektivna izložba njegova djela. Preminuo je 22. veljače 1980. u Montreauxu u Švicarskoj.

## Vanjske poveznice
- Izložba grafike Oskara Kokoschke u osječkoj Galeriji "Waldinger" 2009.
- Slike na wikipaintings.org